# Lepidonotus setosior
Lepidonotus setosior is een borstelworm uit de familie Polynoidae. Het lichaam van de worm bestaat uit een kop, een cilindrisch, gesegmenteerd lichaam en een staartstukje. De kop bestaat uit een prostomium (gedeelte voor de mondopening) en een peristomium (gedeelte rond de mond) en draagt gepaarde aanhangsels (palpen, antennen en cirri).
Lepidonotus setosior werd in 1919 voor het eerst wetenschappelijk beschreven door Ralph Vary Chamberlin. De wormen zijn 18 millimeter lang en werden aangetroffen aan de kust van Californië nabij Laguna Beach.